# Fundição

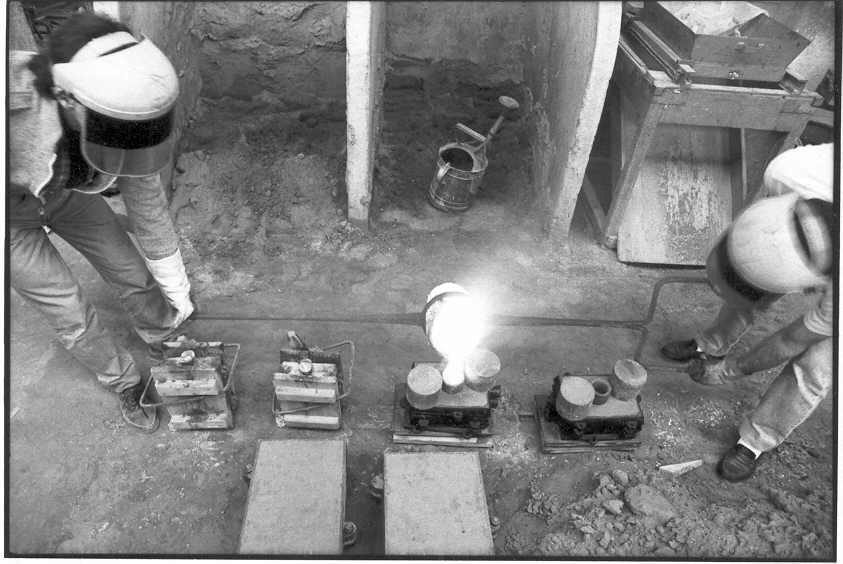
Vazamento de latão-Lisboa

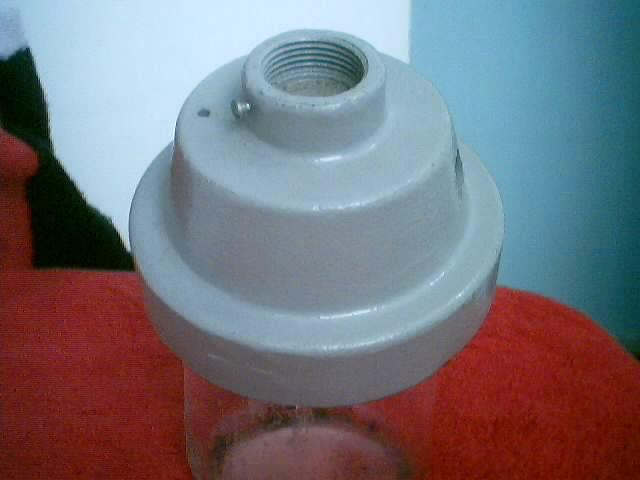
Peça original que será fundida

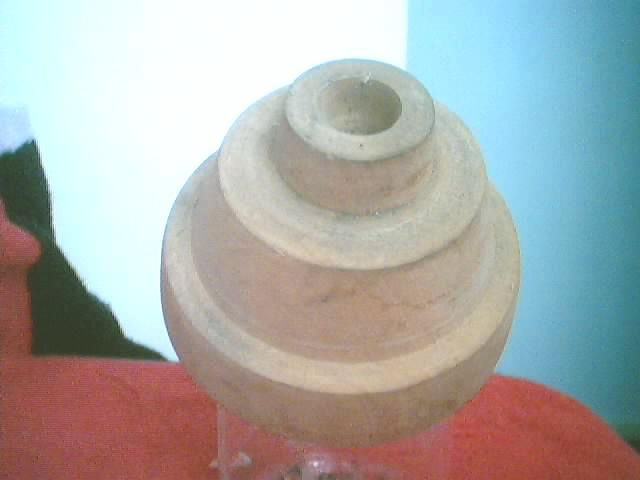
Modelo de uma peça em madeira, notar que é de maior espessura que a original

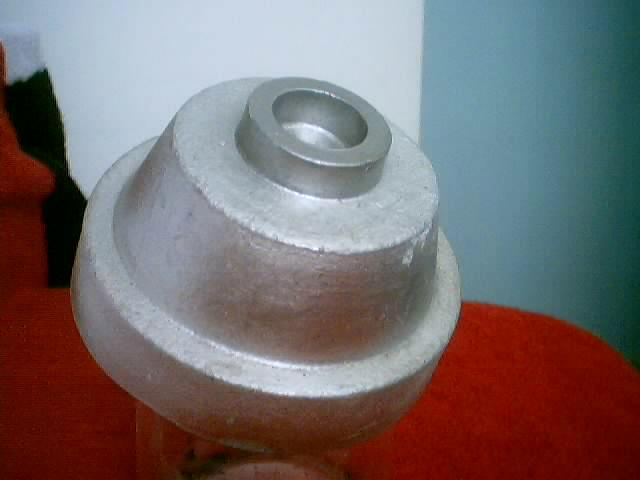
Após fundido e retirado do molde, o componente adquire a coloração do material de que é formado

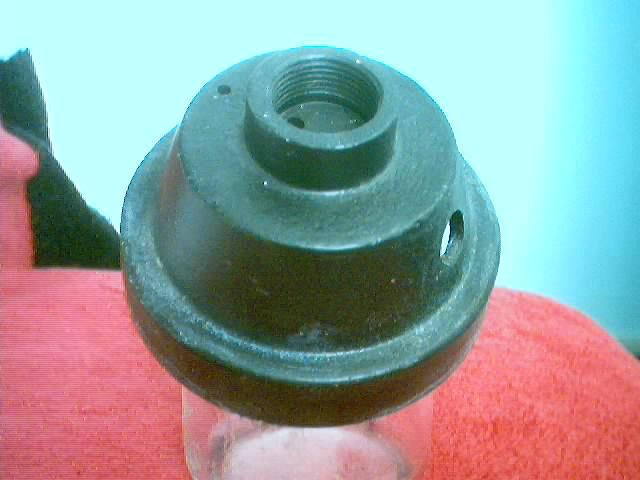
Após fundido e retirado do molde, o componente vai para a usinagem e tratamento térmico(se for o caso)

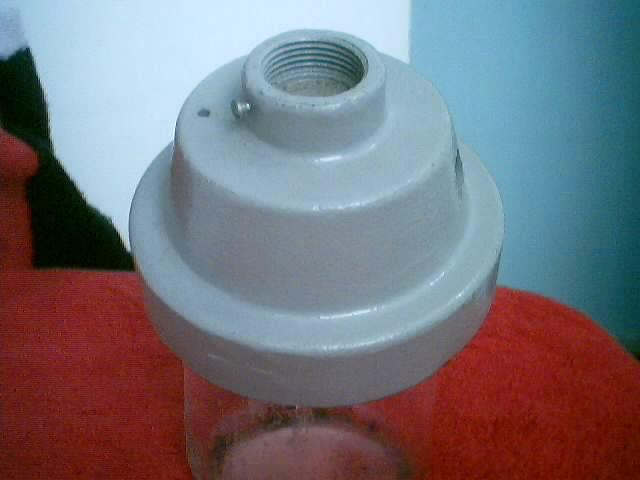
Após usinado e tratado termicamente, o componente vai para a pintura, adquirindo aparência idêntica ao original

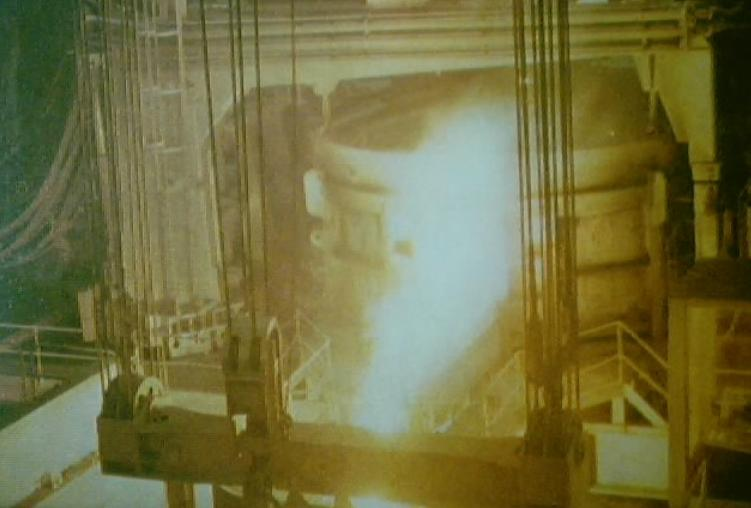
A Cia. Siderúrgica Nacional, CSN, fornece matéria prima para o mundo inteiro

Na metalurgia, a fundição é o processo de colocar metal líquido em um molde, que contém uma cavidade com a forma desejada, e depois permitir que resfrie e solidifique. A parte solidificada é conhecida como peça fundida, que é retirada do molde ou tem o molde quebrado para completar o processo. A fundição é frequentemente usada para fazer peças complexas que seriam difíceis ou mais caras de fazer por outros métodos. Os processos de fundição são conhecidos há milhares de anos e são amplamente utilizados em esculturas, especialmente em bronze, joias em metais preciosos, armas e ferramentas. As técnicas tradicionais de fundição incluem a fundição por cera perdida, fundição por espuma perdida, fundição em coquilha e fundição em areia. O processo moderno de fundição está dividido em duas categorias principais: fundição de moldes descartáveis e moldes permanentes. Ele também é dividido pelo material do molde, como areia ou metal, e pelo método de vazamento, como por gravidade, a vácuo ou a baixa pressão.

## Materiais e Processos
Os materiais fundidos geralmente incluem metais e certos materiais sintéticos, como plásticos e polímeros. Antes da fusão do material, é necessária a preparação do molde. O molde consiste em um componente cuja função é receber o produto liquefeito e transformá-lo por solidificação na peça correspondente ao modelo que serviu de base para sua formação.
O processo de fusão se dá pelo aquecimento da matéria-prima até atingir seu ponto de liquefação. Após derretida, será escoada ou injetada em uma cavidade denominada molde. Uma vez resfriada, a matéria-prima solidifica-se, tomando a forma desejada. Os processos mais utilizados para a confecção dos moldes convencionais são em areia de fundição ou terras especiais. Estes materiais são refratários e abundantes na natureza, como areia, gesso, cimento e outras substâncias cerâmicas.

## Etapas do Processo
1. Preparação do Molde
  - O modelo é a peça que servirá para imprimir no molde de fusão a forma do componente a ser fundido. Para evitar confusão devido a regionalismos, este artigo utilizará o termo "molde" para a forma de fundição e "modelo" para a peça que servirá como base.[1]
2. Modelo de Madeira
  - O modelo deve ser ligeiramente maior que a peça original, levando em conta a contração tridimensional durante a solidificação. Existem normas para isso conforme os metais ou ligas a serem fundidos, disponíveis em tabelas ou ábacos. As superfícies do molde devem respeitar ângulos mínimos em relação ao modelo, para não danificar os formatos tomados pela areia durante a extração. Este ângulo é denominado ângulo de saída. Devem ser incluídos no molde canais de alimentação e respiro para o vazamento de excessos de material fundido e para a saída do ar.[1]
3. Fabricação do Molde
  - Para a confecção do molde, geralmente utiliza-se madeira, plásticos como o uretano, ou metais como o alumínio ou ferro fundido. Muitas vezes, utiliza-se a própria peça como modelo, mas esta passa por um processo de aumento tridimensional para compensar a contração após o resfriamento.[1]
4. Compactação da Areia
  - Cada semi-modelo é colocado sobre uma tábua, cercada por quatro tábuas para formar uma caixa, que é preenchida com areia de fundição e compactada. Em seguida, os moldes são retirados e são feitos os canais de respiro. Após esse processo, as duas metades são montadas, formando uma peça cuja cavidade será preenchida com o metal fundido.
5. Colocação do Macho
  - O macho é um elemento refratário colocado no molde para definir uma cavidade ou espaço vazio no fundido final. Ele deve ser mecanicamente resistente durante o vazamento e quebradiço após o resfriamento, permitindo fácil remoção da peça fundida. A areia para a fabricação do macho é preparada misturando-se areia de sílica com um ligante orgânico como óleo de linhaça e amido ou dextrina.[1]
6. Esfriamento e Solidificação
  - Esta é a etapa mais crítica, pois um resfriamento excessivamente rápido pode causar tensões mecânicas na peça, incluindo trincas, e a formação de bolhas. Um resfriamento muito lento diminui a produtividade. Os fatores mais importantes que afetam o esfriamento são o tipo do metal, as propriedades térmicas do metal e do molde, a relação geométrica entre o volume e a área da superfície da fundição e a forma do molde.[1]
7. Desmoldagem
  - Após resfriado e solidificado, o material fundido é retirado do molde. Deve-se tomar cuidado para retirar a areia dos machos. A areia pode ser reaproveitada em outros moldes de fundição, desde que não esteja contaminada por nenhum elemento que cause reações indesejáveis.[1]
8. Rebarbação
  - Após a retirada da peça do molde, ela possui diversas rebarbas próximas à linha de partição dos moldes, canais, massalotes, drenos, marcações e descontinuidades nas caixas de macho. A rebarbação consiste na retirada dessas sobras de metal com esmerilhadeiras ou lixadeiras.[1]
9. Acabamento e Limpeza
  - Depois do processo de retirada das rebarbas, ainda existem imperfeições e areia nas saliências e reentrâncias das peças. Normalmente, faz-se a limpeza através de escovas de aço manuais ou rotativas, além da utilização de lixas ou jateamento, se necessário.[1]
10. Tratamento Térmico
  - Depois de rebarbadas e limpas, as peças podem necessitar de tratamento térmico para rearranjo de sua estrutura interna. Esse tratamento é feito em fornos especiais que realizam têmpera, revenimento, cementação, normalização ou recozimento.[1]
11. Usinagem
  - Peças mecânicas dificilmente ficam prontas e acabadas após a limpeza, ainda necessitam, em alguns casos, de usinagem por máquinas-ferramentas para obter precisão nas medidas.[1]
12. Retífica
  - Após o tratamento térmico, algumas peças podem necessitar de aumento de precisão em suas medidas. Muitas vezes utiliza-se o processo de retificação, executado por máquinas-ferramentas chamadas retíficas.[1]

## Tipos de Moldes
1. Molde em Areia Verde
  - Consiste na elaboração do molde com areia úmida modelada pelo formato do modelo da peça a ser fundida. É o método mais empregado, apropriado para peças pequenas e médias.[1]
2. Molde em Areia Seca
  - Este tipo de molde se consolida em altas temperaturas (entre 200 e 300 °C), permitindo a modelação de peças de grandes dimensões e geometrias complexas.[1]
3. Molde Mecânico
  - Moldes mais compactados por equipamento pneumático ou hidráulico, desenvolvidos para resolver deficiências da utilização dos moldes em areia verde, menos resistentes.[1]
4. Molde de Cera Perdida
  - Utilizado para modelagens delicadas e acabamento fino, consiste em um modelo em cera ou plástico de baixo ponto de fusão, recoberto por material que forma o molde.[1]
5. Molde Coquilha
  - Utiliza um molde fixo e maciço, no qual o metal fundido é derramado por gravidade em cavidades mecânicas de metal não aderente à liga fundida.[1]
6. Fundição por Injeção
  - Semelhante à coquilha, porém o molde é mecanizado, permitindo menos restrições à geometria das peças.[1]

## Controle de Qualidade
O controle de qualidade de peças fundidas compreende inspeções visual, dimensional e metalúrgica. A inspeção visual detecta defeitos visíveis, a dimensional verifica pequenas amostras produzidas antes de toda a série de peças ser fundida, e a metalúrgica inclui análise química, exame metalográfico e ensaios mecânicos e não-destrutivos.